# Netelia himalayensis
Netelia himalayensis là một loài tò vò trong họ Ichneumonidae.